# ريلي كرافت
ريلي كرافت (بالإنجليزية: Ryley Kraft) هو لاعب كرة قدم أمريكي في مركز الوسط، ولد في 13 يناير 1998 في روزفيل في الولايات المتحدة. لعب مع اوكلاهوما سيتي أنرجي.

## وصلات خارجية
- ريلي كرافت على موقع قاعدة بيانات كرة القدم.إي يو (الإنجليزية)
- ريلي كرافت على موقع Soccerway.com (الإنجليزية)